# Кенал-Пойнт (Флорида)
Кенал-Пойнт (англ. Canal Point) — переписна місцевість (CDP) в США, в окрузі Палм-Біч штату Флорида. Населення — 344 особи (2020).

## Географія
Кенал-Пойнт розташований за координатами 26°51′45″ пн. ш. 80°37′20″ зх. д. / 26.86250° пн. ш. 80.62222° зх. д. (26.862637, -80.622202).  За даними Бюро перепису населення США в 2010 році переписна місцевість мала площу 3,58 км², уся площа — суходіл.

## Демографія
Згідно з переписом 2010 року, у переписній місцевості мешкало 367 осіб у 145 домогосподарствах у складі 92 родин. Густота населення становила 103 особи/км².  Було 182 помешкання (51/км²).
Расовий склад населення:
| - 71,1 % — білих - 20,2 % — чорних або афроамериканців - 0,3 % — корінних американців - 6,0 % — осіб інших рас |

До двох чи більше рас належало 2,5 %. Частка іспаномовних становила 29,7 % від усіх жителів.
За віковим діапазоном населення розподілялося таким чином: 27,2 % — особи молодші 18 років, 58,1 % — особи у віці 18—64 років, 14,7 % — особи у віці 65 років та старші. Медіана віку мешканця становила 38,9 року. На 100 осіб жіночої статі у переписній місцевості припадало 105,0 чоловіків;  на 100 жінок у віці від 18 років та старших — 96,3 чоловіків також старших 18 років.
Середній дохід на одне домашнє господарство  становив 37 052 долари США (медіана — 36 553), а середній дохід на одну сім'ю — 42 390 доларів (медіана — 37 462). За межею бідності перебувало 19,9 % осіб, у тому числі 100,0 % дітей у віці до 18 років та 21,6 % осіб у віці 65 років та старших.
Цивільне працевлаштоване населення становило 164 особи. Основні галузі зайнятості: освіта, охорона здоров'я та соціальна допомога — 28,7 %, науковці, спеціалісти, менеджери — 18,9 %, будівництво — 11,6 %, сільське господарство, лісництво, риболовля — 11,0 %.